# Drakčići
Drakčići (cirill betűkkel Дракчићи), település Szerbiában, a Raškai körzet Kraljevoi községében.

## Népesség
- 1948-ban 569 lakosa volt.
- 1953-ban 542 lakosa volt.
- 1961-ben 574 lakosa volt.
- 1971-ben 585 lakosa volt.
- 1981-ben 620 lakosa volt.
- 1991-ben 636 lakosa volt.
- 2002-ben 638 lakosa volt,[1] akik közül 632 szerb (99,05%), 3 ismeretlen.[2]